# 帕盧佩拉鄉

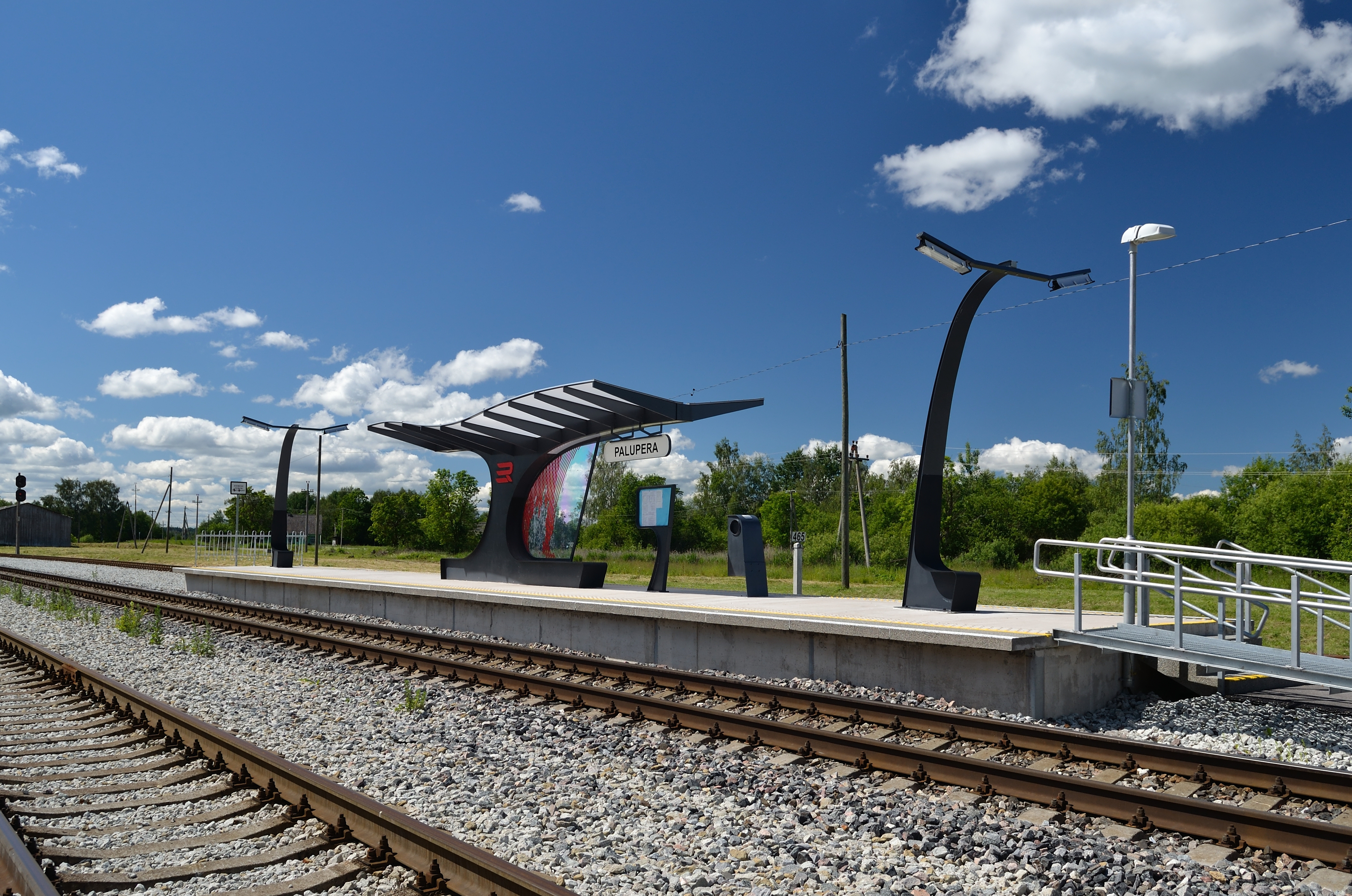
帕盧佩拉火车站站台

帕盧佩拉鄉，曾是愛沙尼亞瓦爾加縣的一個鄉村型市镇，位於該國南部，行政中心設於海萊努爾梅，面積124平方公里，2009年人口1,151，人口密度每平方公里9人。
2017年爱沙尼亚行政改革后，帕盧佩拉市镇一分为二：七个村庄并入奧泰佩市镇，另外七个村庄并入塔尔图县的埃尔瓦市镇。
58°07′09″N 26°20′40″E / 58.11917°N 26.34444°E